# Iniistius geisha
Iniistius geisha là một loài cá biển thuộc chi Iniistius trong họ Cá bàng chài. Loài này được mô tả lần đầu tiên vào năm 1986.

## Từ nguyên
Loài cá này được gọi là "geisha", hàm ý đề cập đến tông màu đen - trắng của chúng, gợi nhớ đến một geisha "cao tuổi" mặc trang phục truyền thống.

## Phạm vi phân bố và môi trường sống
I. geisha có phạm vi phân bố ở Tây Thái Bình Dương. Loài cá này được tìm thấy ở rìa ngoài của trũng Okinawa, và từ đảo Guam trải dài đến đảo Saipan (quần đảo Bắc Mariana). I. geisha được phát hiện ở độ sâu khoảng 100 m.

## Mô tả
Trán dốc và cứng chắc là điểm đặc trưng của hầu hết các loài thuộc chi Iniistius. Điều này giúp chúng có thể dễ dàng đào hang dưới cát bằng đầu của mình.